# Björn Ier
Pour les articles homonymes, voir Björn.
Björn Ier ou Björn Côtes-de-Fer ou encore Björn Lodbrok (en vieux norrois Björn Járnsíða, en latin médiéval Bier Costae ferreae) est un roi suedois régnant à Uppsala au IXe siècle. C'est le 1er fils du mythique Ragnar Lodbrok et de Lagertha selon la Ragnars saga loðbrókar, mais selon la Geste des Danois, il est le fils de Ragnar et de Thora. Il est réputé être le fondateur de la dynastie de Munsö.

## Biographie
Björn fait de fréquentes expéditions contre la Francie occidentale et l'Angleterre, jusqu'en mer Méditerranée, et laisse prêcher le christianisme dans ses États, bien que le christianisme ne triomphe véritablement en Suède qu'après le milieu du XIe siècle. Il a deux fils : Refil Björnsson, et Erik Björnsson qui lui succède et un 3e fils Áslákr Björnsson selon la Saga d'Erik le Rouge. 
Avec la complicité d'un autre grand chef viking, Hasting, il longe les côtes françaises, descend vers la Galice, franchit le détroit de Gibraltar (859), longe le Maroc, et s'aventure jusqu'aux îles Baléares. Le sud de la France n'échappe plus aux Vikings, Narbonne et Nîmes sont pillées et saccagées. Il remonte le Rhône en incendiant Valence puis l’Isère où à Romans, terme de leur raid, parti depuis leur camp de base de Camargue, il détruit la Collégiale Saint-Barnard. Par la suite, Björn suit Hasting en Italie, notamment à Luna, qui est prise dans les années 860.
Le chroniqueur arabe Ibn Idhari narre le raid viking dirigé contre la péninsule Ibérique en 859 : 

« En l’année 245 (8 avril 859-27 mars 860) les Madjous se montrèrent de nouveau, et cette fois dans 62 navires, sur les côtes de l’Ouest ; mais ils les trouvèrent bien gardées, car des vaisseaux musulmans étaient en croisière depuis les frontières du côté de la France jusqu’à celles de la Galice dans l’extrême Ouest. Deux de leurs navires devancèrent alors les autres, mais poursuivis par les vaisseaux qui gardaient la côte, ils furent capturés dans un port de la province de Béja. On y trouva de l’or, de l’argent, des prisonniers, des munitions. Les autres navires des Madjous s’avancèrent en suivant la côte, et parvinrent à l’embouchure du fleuve de Séville. Alors l’émir (Mohammed) donna à l’armée l’ordre de se mettre en marche et fit proclamer partout qu’on eût à se ranger sous les drapeaux du hâdjib Isa-ibn-Hassan. Quittant l’embouchure du fleuve de Séville, les madjous allèrent à Algéziras, dont ils s’emparèrent, et où ils brûlèrent la grande mosquée. Puis ils passèrent en Afrique, et dépouillèrent les possesseurs de ce pays. Cela fait, ils retournèrent vers l’Espagne, et ayant débarqué sur la côte de Todmir, ils s’avancèrent jusqu’à la forteresse d’Orihuéla. Puis ils allèrent en France où ils passèrent l’hiver. Ils y firent un grand nombre de prisonniers, s’emparèrent de beaucoup d’argent, et se rendirent maîtres d’une ville où ils s’établirent et qui aujourd’hui encore porte leur nom. Ensuite ils retournèrent vers la côte d’Espagne, mais ils avaient déjà perdu plus de 40 de leurs vaisseaux, et quand ils eurent engagé un combat avec la flotte de l’émir Mohammed, sur la côte de Sidona, ils en perdirent encore deux qui étaient chargés de grandes richesses. Les autres navires continuèrent leur route. »

L'expédition viking en Méditerranée, notamment dans le sud de la France, est également relatée par les chroniqueurs francs : 

« Les pirates de mer danois cinglèrent longuement entre Espagne et Afrique et pénétrèrent de force dans le Rhône. Après avoir ravagé plusieurs villes et monastères, ils s’installèrent dans l’île Camargue!. »

— Annales de Saint-Bertin, pour l'année 859

## Postérité
Björn Ier Järnsida est le fondateur légendaire de la dynastie de Munsö. Selon l'épilogue de la Saga de Hervor et du roi Heidrekr, « Les descendants d'Angantyr, l'ancêtre des rois des Danois et des Suédois » Björn Järnsida laisse deux fils :
- Éric II Björnsson qui règne sur la Suède ;
- Refil Björnsson qui fut un « guerrier et un roi de la mer » et dont le fils Éric III Refilsson succéda à son oncle.

Un troisième fils lui est par ailleurs attribué par la Saga d'Erik le Rouge  :
- Áslákr Björnsson dirigera des expéditions dont celle de  Carhampton oú ils affronteront le roi Ecgberht de Wessex en compagnie d'Halfdan le noir, roi de Norvège puis ce dernier le nommera Jarl du Raumsdalr[5].

## Dans la culture
Il est incarné par Nathan O'Toole puis par Alexander Ludwig dans la série Vikings où il est présenté comme le fils de Ragnar Lothbrok et de Lagertha.
Le groupe suédois Amon Amarth a composé et interprété une chanson sur Björn Ier, nommée Ironside, en 2019.
Il est présent dans le scénario intitulé Côtes-de-Fer (859) dans le jeu vidéo Age of Empires II : Definitive Edition.

## Sources
Cet article comprend des extraits du Dictionnaire Bouillet. Il est possible de supprimer cette indication, si le texte reflète le savoir actuel sur ce thème, si les sources sont citées, s'il satisfait aux exigences linguistiques actuelles et s'il ne contient pas de propos qui vont à l'encontre des règles de neutralité de Wikipédia.
- Ibn Idhari.
- Dudon de Saint-Quentin, qui narre notamment la prise de Luna (Italie) avec détail.